# Bragevägen, Stockholm
För andra gator med samma namn, se även Bragevägen.
Bragevägen är en gata i Lärkstaden på Östermalm i Stockholms innerstad. Gatans historia sträcker sig över hundra år tillbaka i tiden och har varit hem för många inflytelserika personer; bland dessa kan nämnas Henry B. Goodwin, Astrid Lindgren och Raoul Wallenberg. Genom åren har ambassader varit belägna här såväl som skolor. Gatans gatufasader är mestadels murade i rött tegel och byggnaderna i ett engelskt såväl som utpräglat nationalromantisk stilideal med detaljarbeten, ritade av framstående arkitekter som bland andra Cyrillus Johansson, Harald André och Ivar Engström. Vid gatans början står Engelbrektskyrkan med sin monumentala arkitektur som förser en del av gatan med en säregen utsikt.

## Sträckning och gatuinformation
Gatan sträcker sig från Engelbrekts Kyrkogata till Odengatan. Östermalmsgatan korsar vägen. Längden på gatan är cirka 230 meter. Postnumren på gatan är 114 24 Stockholm och 114 26 Stockholm.

## Historik
En stadsplan för området upprättades 1907. Enligt den fick den då fortfarande namnlösa gatan en bredd på 24 meter med en grön mittremsa. Bredden reducerades några år senare till dagen 12 meter, samma mått som kringliggande gator. Gatan fick sitt namn 1909 och är uppkallad efter guden Brage, skaldekonstens gud i nordisk mytologi. Namnet ingår i kategorin gatunamn: den nordiska gudaläran. Vid namnsättningen 1909 föreslogs först namnet Vanahemsvägen. Kvarteren Sidensvansen, Skatan, Flugsnapparen och Lövsångaren ligger vid gatan. Kvartersnamnen vid gatan är fågelrelaterade.

### Byggnader och kulturhistorisk klassificering
Byggnaden på Bragevägen 2 är fastigheten Sidensvansen 6 och där ligger sedan början av 1990-talet Tyska Skolans fritidshem och årskurs 1–3. På samma adress låg tidigare Östtysklands ambassad. Kinas ambassad hade 1955–1991 sina lokaler i byggnaden Sidensvansen 7 på Bragevägen 4. Både Sidensvansen 6 och 7 samt hela Kvarteret Korsnäbben som ligger vid korsningen av Bragevägen och Engelbrekts Kyrkogata (Engelbrektskyrkan är beläget i Kvarteret Korsnäbben), är blåklassade av Stadsmuseet i Stockholm vilket är den högsta klassen och innebär "att bebyggelsen bedöms ha synnerligen höga kulturhistoriska värden". Resten av byggnaderna vid gatan är grönklassade, det innebär "särskilt värdefull från historisk, kulturhistorisk, miljömässig eller konstnärlig synpunkt".

## Personer

### Henry B. Goodwins tidiga inflyttande

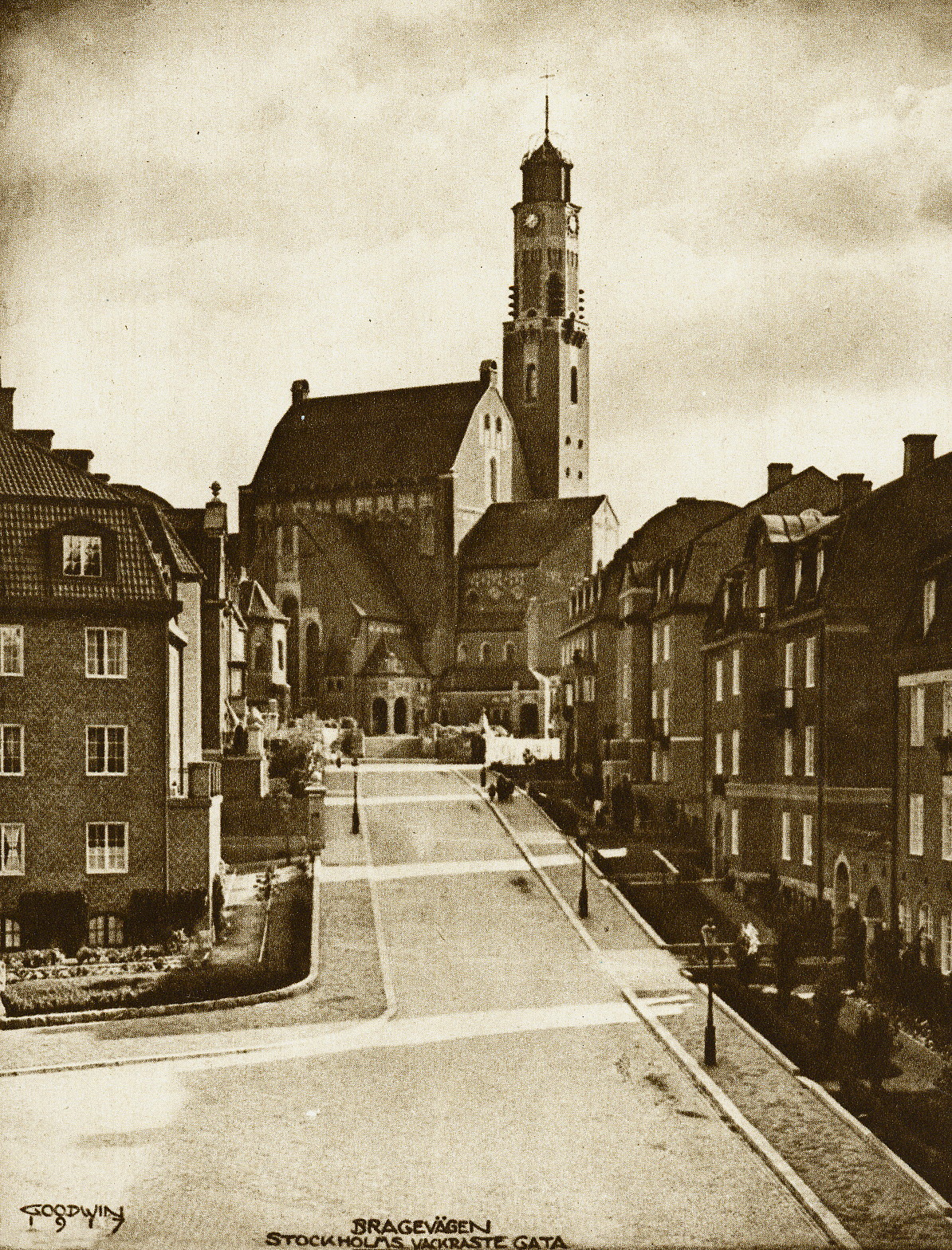
Bragevägen, i bakgrunden syns Engelbrektskyrkan. Foto: Henry B. Goodwin 1917.

Fotografen Henry B. Goodwin flyttade till den nybebyggda gatan 1917, till fastigheten Skatan 11 i kvarteret Skatan på Bragevägen 9–11. De flesta av bostäderna vid Bragevägen stod färdiga runt mitten av 1910-talet. Goodwins bostad, som ritades av arkitekten Hjalmar Westerlund, stod färdig 1915 och hade en ateljé. Goodwin dokumenterade bland annat sin egen gata i verket Vårt vackra Stockholm, som publicerades 1920, där 25 samtida författare och konstnärer hyllar Stockholm i ord och bilder. Goodwin beskrev Bragevägen som: "Stockholms vackraste gata".

### Astrid Lindgrens vistelse
Astrid Lindgren bodde tillsammans med sin väninna i ett rum på Bragevägen på slutet av 1920-talet, under perioden då Lindgren inte var i kontakt med sin son Lars. Efter att ha bott där någon gång åren 1926–1929, i ett alldeles för dyrt rum på Bragevägen, bestämde de sig för att flytta till en lägenhet på Atlasgatan år 1929.

### Raoul Wallenbergs sista bostad
På Bragevägen 12 i byggnaden Flugsnapparen 8 i kvarteret Flugsnapparen, bodde den svenske arkitekten, affärsmannen och diplomaten Raoul Wallenberg mellan 1941 och 1944. Denna bostad var Wallenbergs sista bostad i Sverige, innan han reste till Ungern 1944 för att rädda tusentals människor från Förintelsen genom sin omfattande verksamhet med att dela ut så kallade skyddspass. I början av 1945 tillfångatogs Wallenberg av ryssarna och kom aldrig tillbaka till sin bostad i Sverige. Den 17 september 2013 invigdes en minnesskylt utanför huset efter att man 2012 i samband med Raoul Wallenbergsårets avslutningsceremoni, året då Wallenberg skulle ha fyllt 100 år, beslutade att hedra honom.

## Bilder

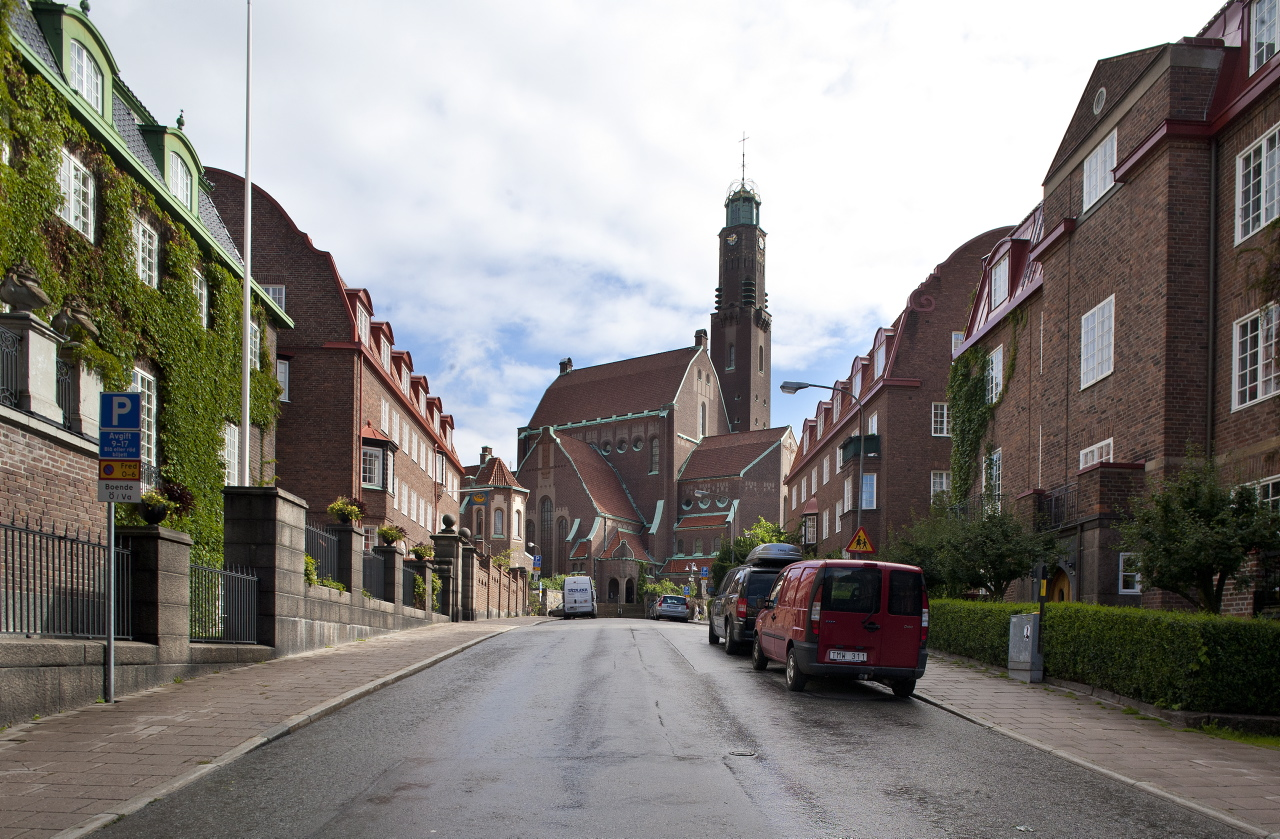
Bragevägen söderut, Engelbrektskyrkan i bakgrunden, september 2010.
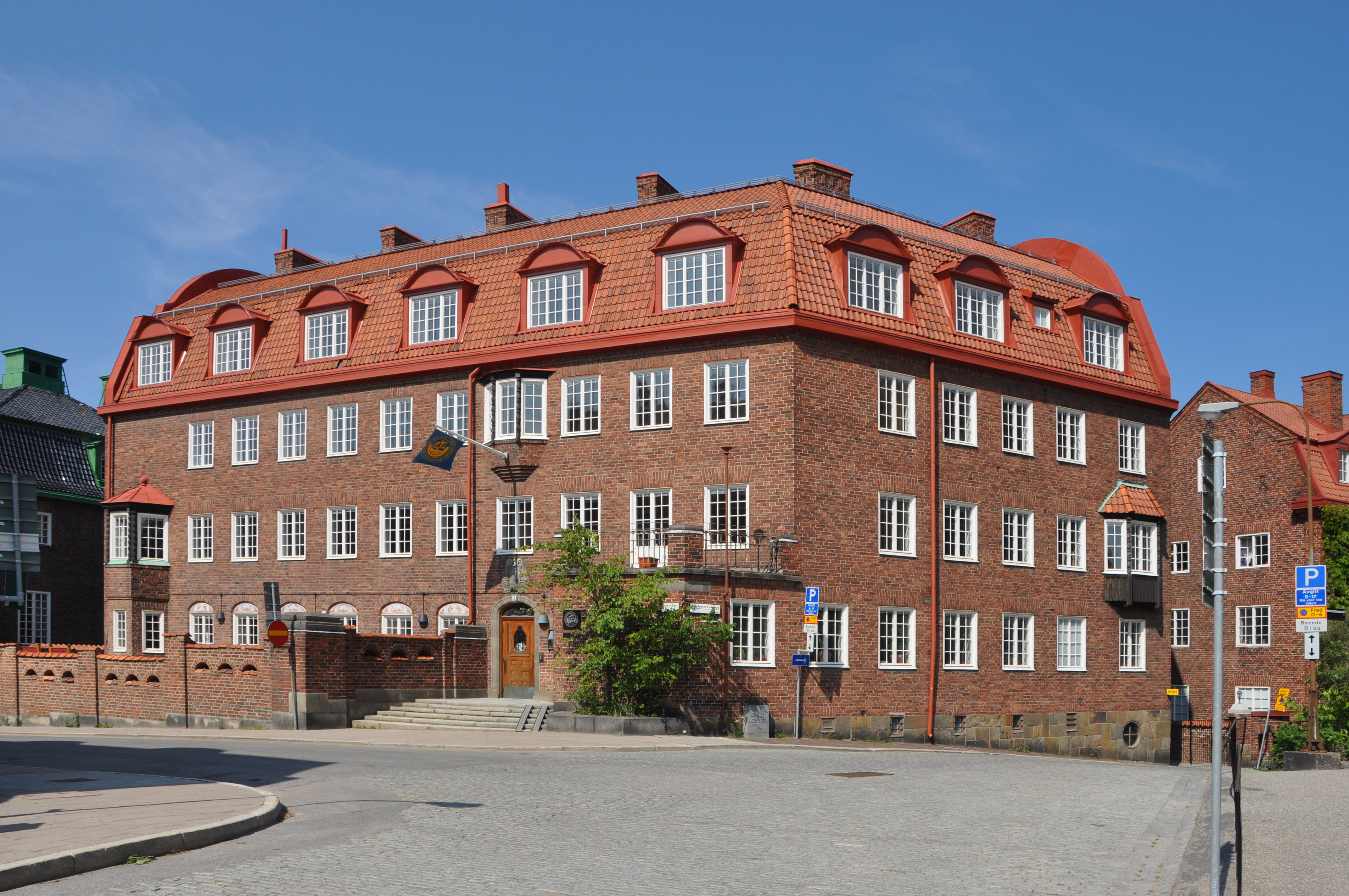
Sidensvansen 6, Bragevägen 2, juli 2010.
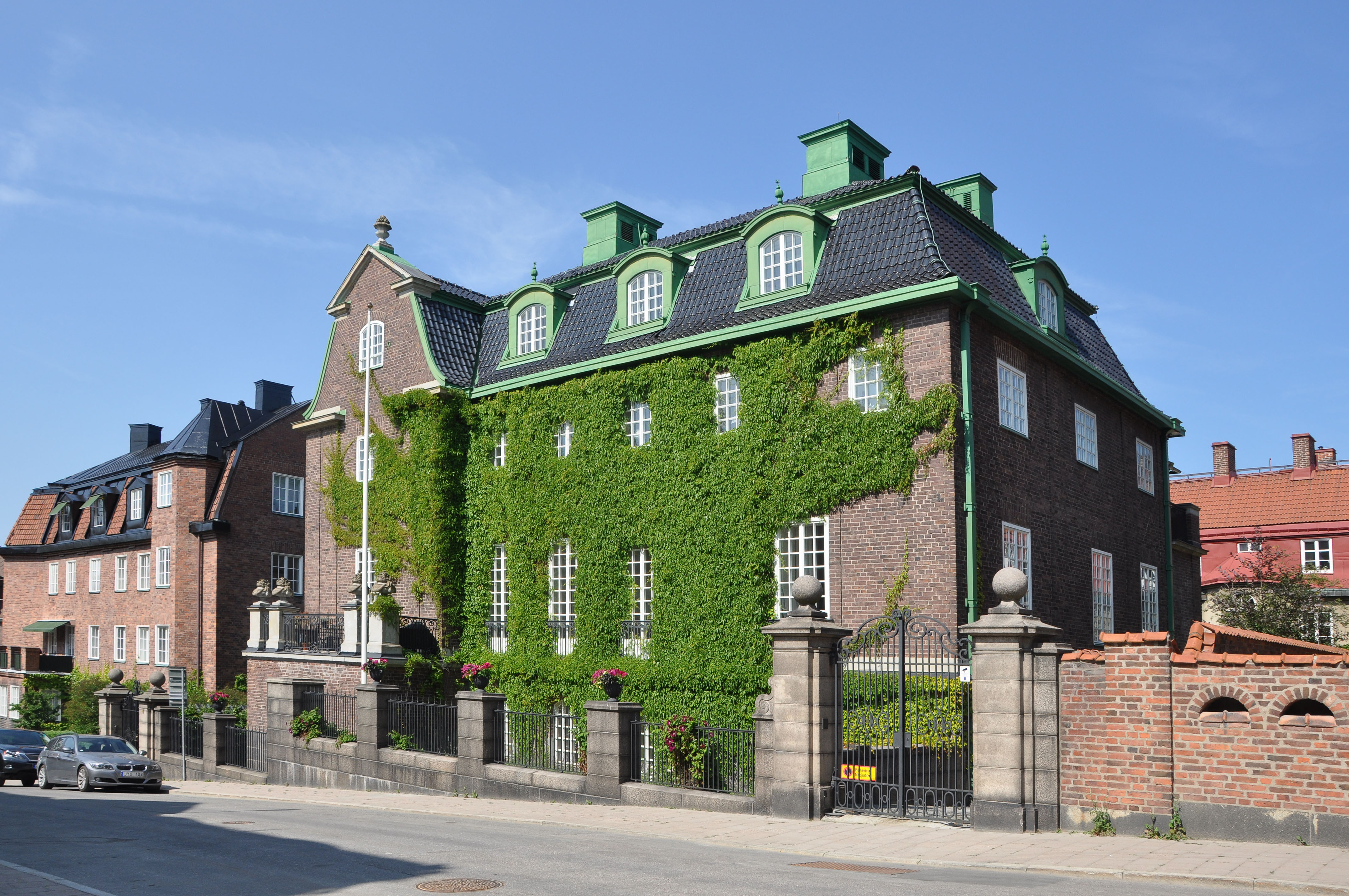
Sidensvansen 7, Bragevägen 4, juli 2010.
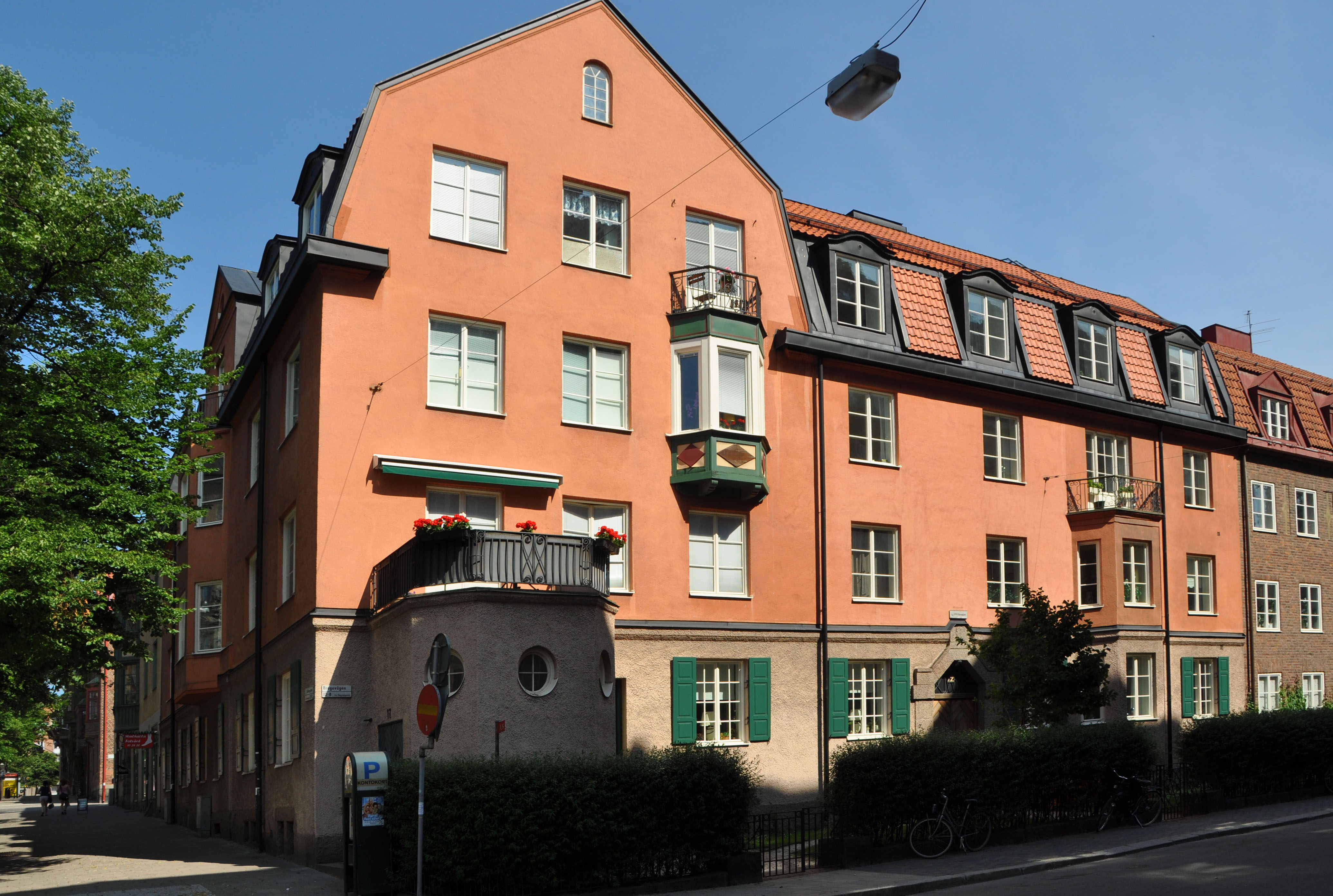
Flugsnapparen 8 Bragevägen 12, juli 2010.

## Referenser

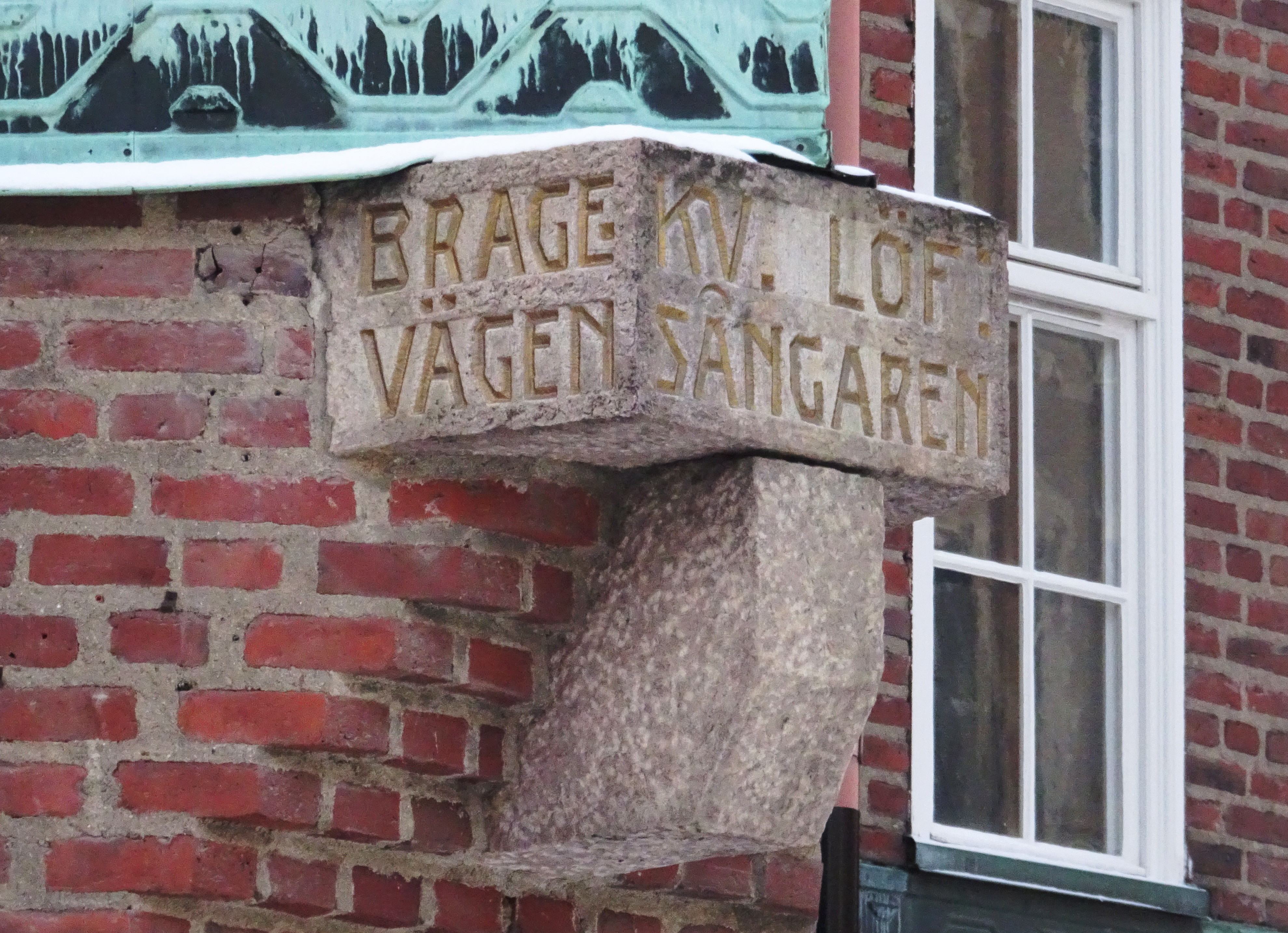
Äldre gatuskylt i kvarteret Lövsångaren.